# Ombos
Ombos (em latim: Ombi) é uma Sé titular da Igreja Católica. A sé corresponde atualmente a cidade de Com Ombo no Egito. Tornou-se conhecida após Karol Wojtyła (o futuro Papa João Paulo II) ter sido Bispo titular de Ombos entre 1958 até 1964, quando foi nomeado Arcebispo de Cracóvia. 